# Abbaye de Berne
Pour les articles homonymes, voir Berne (homonymie).
 (février 2016).
Si vous disposez d'ouvrages ou d'articles de référence ou si vous connaissez des sites web de qualité traitant du thème abordé ici, merci de compléter l'article en donnant les références utiles à sa vérifiabilité et en les liant à la section « Notes et références ».
L'Abbaye de Berne est une abbaye néerlandaise des Prémontrés, située aujourd'hui près de Heeswijk, commune de Bernheze, dans le Brabant-Septentrional.

## Historique
L'Abbaye de Berne a été fondé en 1134 par saint Norbert de Xanten dans le petit village de Berne sur la Meuse, aujourd'hui Bern dans la commune de Zaltbommel.
En 1572, pendant la Guerre de Quatre-Vingts Ans et lors de la régence du 38e abbé, le dernier à résider à Berne, l'abbaye fut pillée par les bandes des Gueux de Lumey, qui venaient de prendre la ville de Den Briel, le 1er avril 1572. Le 25 septembre 1579, l'abbaye fut incendiée et abandonnée.
Les chanoines réguliers de Berne se replient dans leur maison-refuge à Bois-le-Duc, mais là aussi, on les empêche de résider tranquillement, ils partent s'installer au prieuré de Maarsbergen.
Depuis 1857, l'abbaye s'est établie à Heeswijk dans le Brabant-Septentrional, au sud-est de Bois-le-Duc. L'abbatiale a été construite en 1879 puis agrandie en 1927 par Hendrik Willem Valk (nl). Cet architecte a également dessiné l'actuelle porte de l'abbaye. Les nouveaux bâtiments d'habitations datent de 1999. En 2006, l'intérieur de l'abbatiale a subi plusieurs grandes modifications. 
En 1893, l'abbaye de Berne effectue une fondation aux États-Unis, qui devient en 1924 l'abbaye Saint-Norbert de De Pere. 
À partir des années 1960, l'abbaye de Berne fut un centre de contestation et d'innovation. L'abbé Ton Baeten (nl) (abbé de 1982 à 2000) représentait un clergé soutenant des mouvements progressifs tel que le Mouvement du Huit-Mai (nl). Au début du XXIe siècle, l'influence de l'abbaye de Berne au sein de l'église catholique aux Pays-Bas a nettement diminué.
En 2007, l'abbaye comptait 27 moines.